# Armstrong Whitworth A.W.154

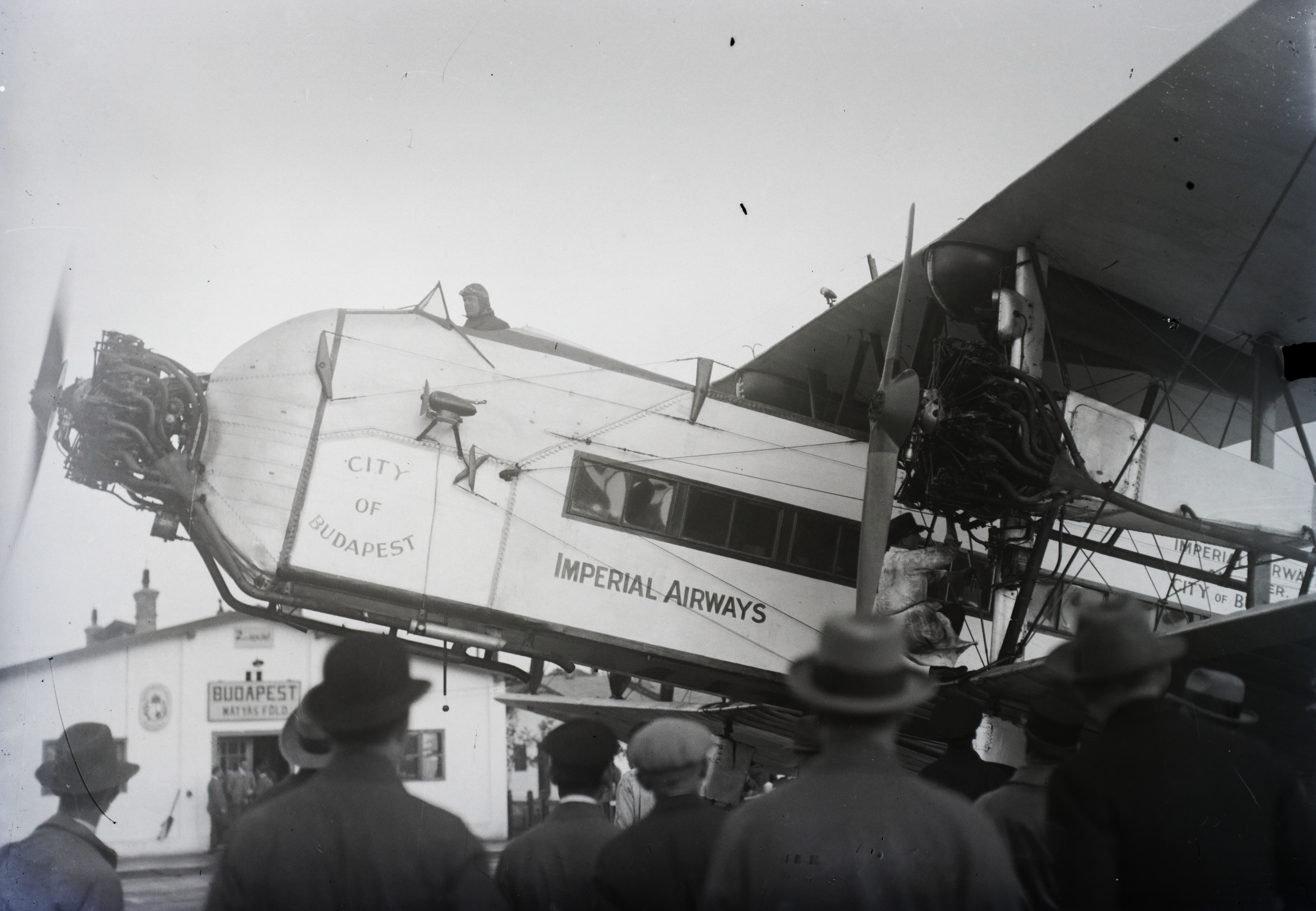
Argosy der Fluggesellschaft Imperial Airways, Budapest 1930

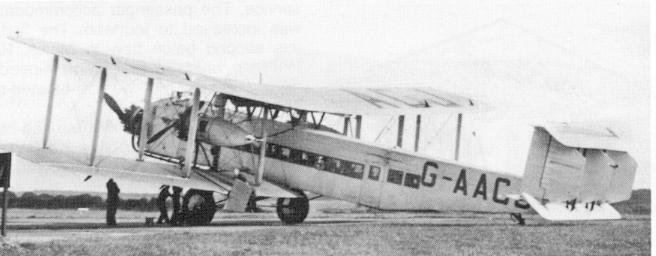
Argosy von United Airways, etwa 1935

Armstrong Whitworth A.W.154 Argosy war ein dreimotoriges britisches Doppeldecker-Verkehrsflugzeug, das im Jahre 1926 zum ersten Mal flog und bis Ende 1935 sowohl auf Strecken in Europa als auch in Afrika eingesetzt wurde. Mit ihr wurde am 1. Mai 1927 von Imperial Airways der weltweit erste mit Namen bezeichnete luxuriöse Flugdienst („Silver Wing“) mit einem Flugbegleiter und einer Bar zwischen London und Paris eröffnet. Die letzte Argosy wurde 1936 außer Dienst gestellt und verschrottet. Das Flugzeug war zu seiner Zeit nicht unter der Herstellerbezeichnung A.W.154, sondern gemeinhin als Argosy bekannt. Diese optisch nicht unbedingt sehr ansprechende und langsame Maschine galt andererseits jedoch als sehr sicheres Passagierflugzeug.

## Geschichte

### Vorgeschichte
Nach ihrer Gründung am 1. April 1924 übernahm die britische Fluggesellschaft Imperial Airways von ihren Vorgängergesellschaften, hauptsächlich Daimler Airway, eine Flugzeug-Flotte, in der sich eine beachtliche Anzahl einmotoriger Flugzeuge von De Havilland befand. Gleich zu Beginn beschloss das neue Luftfahrtunternehmen, künftig nur noch mehrmotorige Flugzeugtypen anzuschaffen und brachte damit zum Ausdruck, dass für dieses die Flugsicherheit die vorrangigste Stellung einnahm. Daraufhin begann die britische Flugzeugindustrie mit der Entwicklung entsprechender Maschinen. Diese neue Beschaffungspolitik kam erstmals mit den mehrmotorigen Entwürfen der Armstrong Whitworth A.W.154 Argosy sowie der De Havilland DH.66 Hercules zur Anwendung. Die Argosy war das erste Produkt von Armstrong Whitworth auf dem Verkehrsflugzeugmarkt. Dieses Flugzeugmuster wurde speziell für überseeische Teilstücke der Empire-Routen von Imperial Airways entwickelt, von dem die Fluggesellschaft insgesamt sieben Maschinen erwarb.

### Argosy Mk I
Als erste Argosy hatte im Frühjahr 1926 mit dem Luftfahrzeugkennzeichen G-EBLF ihren Erstflug, sie stammte aus einer Vorserie von drei Maschinen. Sie erhielt später den Namen City of Glasgow und wurde im folgenden September 1926 an die Fluggesellschaft abgeliefert. Die Maschinen dieser ersten Serie wurden als Argosy Mk I bezeichnet (auch: Argosy I). Die Argosy besaß zwar ein wenig schmeichelhaftes Aussehen, sollte sich jedoch als zwar langsames aber sehr sicheres Verkehrsflugzeug erweisen. Die Argosy wurde zu Beginn auf Strecken in Europa und später bis nach Südafrika eingesetzt, wobei alle Maschinen nach berühmten Städten benannt waren.
Das zweite Flugzeug, G-EBLO City of Birmingham, kam schon vor Indienststellung der erstgebauten Argosy am 5. August 1926, auf der Prestige-Route London-Paris zum Einsatz. Später wurde das Flugzeugmuster probeweise auf Strecken nach Basel, Brüssel, Köln und Thessaloniki eingesetzt.
Die dritte Argosy, G-EBOZ, erhielt bei Imperial Airways den Namen City of Wellington, später City of Arundel, verkehrte zu Beginn ebenfalls im europäischen Raum, später um 1930 temporär vorwiegend auf Strecken in Afrika und Kleinasien und ab Ende 1931 zusammen mit G-EBLO wieder auf dem europäischen Streckennetz.
Die ersten drei als Argosy Mk I bezeichneten Flugzeuge waren vom Antrieb her mit drei Armstrong Siddeley Jaguar III 14-Zylinder-Doppelsternmotoren ohne Aufladung mit je 385 PS (ca. 280 kW) ausgerüstet. Diese Triebwerke galten als erprobt und erwiesen sich auch in der Argosy als sehr zuverlässig.
Am 1. Mai 1927 eröffnete Imperial Airways mit Argosy-Flugzeugen eine luxuriöse Flugverbindung von London nach Paris, die weltweit erstmals einen Namen – „Silver Wing“ – (= Silberne Schwinge) trug und bei der ein Flugbegleiter mit an Bord war. Hierfür wurden die beiden hinteren Passagiersitze entfernt und eine Bar eingebaut. Erste so eingesetzte Maschine war die G-EBLO City of Birmingham. Ein Flug von London nach Paris dauerte etwa 1 Stunde und 20 Minuten.

### Argosy Mk II
Im ersten Halbjahr 1929 erhielt die Fluggesellschaft das zweite Baulos von vier Argosy-Flugzeugen, die als Argosy Mk II (auch: Argosy II) bezeichnet wurden. Sie waren mit drei verbesserten Armstrong Siddeley Jaguar-IVA-Doppelsternmotoren mit Reduktionsgetriebe mit einer Leistung von jeweils 420 PS (ca. 310 kW) und Townend-Haubenringen ausgerüstet, die in konischen Gondeln untergebracht waren. Zur Verbesserung der Stabilität erhielten die Tragflächen Handley-Page-Schlitze (feste Vorflügel bzw. Slots), und die Passagierzahl konnte auf bis zu 28 in enger Bestuhlung (für Europa-Dienste) gesteigert werden. Bei den drei Maschinen handelte es sich um G-AACH  City of Edinburgh, G-AACI City of Liverpool und G-AACH City of Manchester. Als vierte Maschine kam später noch G-AAEJ City of Coventry hinzu.
1930 wurden alle Argosy I durch Motorumrüstung auf den Standard der Argosy II gebracht. Zwei dieser Maschinen beflogen in Übersee die Teilstrecke Kairo-Khartoum der Südafrikalinie; G-EBLO musste im Juni 1931 nach einer Notlandung in Assuan (Ägypten) wegen Totalschadens abgeschrieben werden, zuvor war bereits G-AACH in Croydon bei London im April 1931 bei einem Ausbildungsflug verunglückt und dabei zerstört worden. In beiden Fällen blieben alle Insassen unverletzt. G-EBLF flog dann als Ersatz für G-EBLO, aber Ende 1931 wurde diese Maschine, zusammen mit G-EBOZ, wieder auf europäischen Strecken eingesetzt. Im März 1933 ereignete sich noch ein Argosy-Unfall, als G-AACI über Dixmude (Belgien) Feuer fing und abstürzte, wobei die gesamte dreiköpfige Besatzung wie auch alle 12 Passagiere ums Leben kamen. Insgesamt gesehen gab es nur diesen einen tödlichen Unfall mit der Argosy.
Im selben Jahr 1933 tauchten auf den europäischen Hauptstrecken („Trunk-Routes“) schon die neuen viermotorigen Handley Page H.P.42 Heracles (H.P.42W) auf und die vier verbliebenen Argosy wurden Ende 1934 bei Imperial Airways außer Dienst gestellt. Eine Argosy wurde Anfang des folgenden Jahres an United Airways verkauft.

### Ende der Laufbahn
Im Jahre 1935 wurden drei von vier verbliebenen Flugzeugen abgewrackt, die vierte folgte im Spätsommer 1936, nachdem sie für die kurze Zeit von etwas über einem Jahr bei United Airways (die Anfang 1936 in British Airways umfirmierte) in Blackpool für Vergnügungsflüge zum Einsatz kam.

## Beschreibung
Alle Argosy-Flugzeuge waren als große verstrebte Doppeldecker ausgeführt und verfügten über ein Dreifach-Leitwerk ebenfalls mit zwei Ebenen sowie einem festen Heckrad-Fahrwerk ohne Verkleidungen. Die Auslegung als Doppeldecker mit großen Tragflächen sorgte einerseits wegen der niedrigen Flächenbelastung bzw. den großen Steuerflächen für gute Flugeigenschaften und gute Steuerbarkeit, verursachte jedoch – zusammen mit den in der ersten Serie nicht verkleideten Doppelsternmotoren ohne Aufladung vom Typ Armstrong Siddeley Jaguar III mit 385 PS (später Armstrong Siddeley Jaguar IVA mit 420 PS und einem Townend-Haubenring ausgerüstet) sowie dem festen Fahrwerk – einen beträchtlichen Luftwiderstand. Dieser sogenannte „eingebaute Gegenwind“ machte die Argosy zu einem Flugzeug mit eher bescheidenen Flugleistungen, sowohl die Höchstgeschwindigkeit mit 177 km/h als auch die Steigleistung waren ausgesprochen gering. Die zweiköpfige Besatzung aus Kommandant und Copilot/Navigator saß nebeneinander in einem offenen Cockpit, die durchgängige geschlossene Kabine fasste bis zu 20 Passagiere, in der zweiten Serie bis zu 28 in enger Bestuhlung speziell für Europa-Dienste. Im Rumpfhinterteil waren eine Toilette und der Gepäckraum untergebracht.
Die Farbgebung der Argosys bei Imperial Airways war anfangs ab 1926 elfenbein mit königsblau abgesetzten Kanten und zum Teil auch die Motorgondeln, die Frontverkleidung hinter dem mittleren Sternmotor war meist silber bis chromfarben gehalten, manchmal aber auch in elfenbein wie der restliche Rumpf. Später ab etwa 1931 waren vor allem die in Europa eingesetzten Maschinen dunkelblau mit mittelgrau abgesetzten Tragflächen.

## Varianten
- Argosy Mk I – drei Doppelsternmotoren Armstrong Siddeley Jaguar III mit 385 PS (ca. 280 kW), später auf Jaguar-IVA-Motoren umgerüstet – 3 gebaut
- Argosy Mk II – drei Doppelsternmotoren Armstrong Siddeley Jaguar IVA mit 420 PS (ca. 310 kW) – 4 gebaut

## Betreiber
Die Armstrong Siddeley Argosy wurde nur von Fluggesellschaften aus Großbritannien geflogen:
- Imperial Airways
- United Airways, später British Airways (diese hat keinerlei Verbindung mit der modernen British Airways)

## Technische Daten

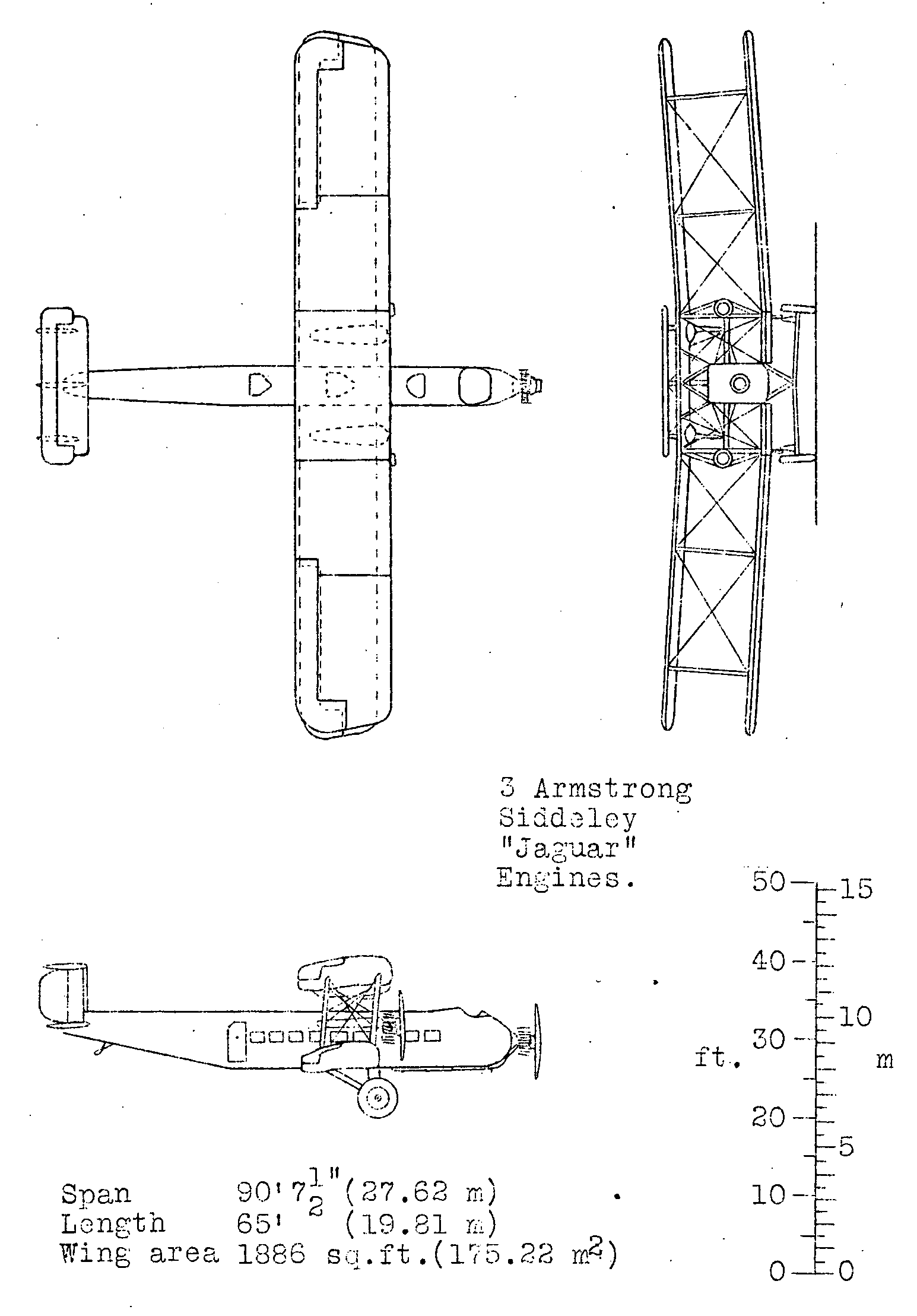
Dreiseitenriss

| Kenngröße             | Argosy Mk.I                                                       | Argosy Mk.II                                                      |
| --------------------- | ----------------------------------------------------------------- | ----------------------------------------------------------------- |
| Besatzung             | 2                                                                 | 2                                                                 |
| Passagiere            | 18 – 20                                                           | 18 – 28                                                           |
| Länge                 | 20,07 m                                                           | 20,07 m                                                           |
| Spannweite            | 27,63 m                                                           | 27,63 m                                                           |
| Höhe                  | 6,05 m                                                            | 6,05 m                                                            |
| Flügelfläche          | 176 m²                                                            | 176 m²                                                            |
| Leermasse             | 5495 kg                                                           | 5495 kg                                                           |
| max. Startmasse       | 8164 kg                                                           | 8164 kg                                                           |
| Reisegeschwindigkeit  | 145 km/h                                                          | 145 km/h                                                          |
| Höchstgeschwindigkeit | 177 km/h (110 ml, 96 kn)                                          | 177 km/h (110 ml, 96 kn)                                          |
| Dienstgipfelhöhe      | 4000 m                                                            | 4000 m                                                            |
| Reichweite            | 530 km                                                            | 652 km                                                            |
| Triebwerke            | drei 14-Zylinder-Doppelsternmotoren Armstrong Siddeley Jaguar III | drei 14-Zylinder-Doppelsternmotoren Armstrong Siddeley Jaguar IVA |
| Leistung              | 3 × 385 PS (ca. 280 kW)                                           | 3 × 420 PS (ca. 310 kW)                                           |